# Silberbibliothek
La Biblioteca d'argento (in tedesco: Silberbibliothek) era il termine con cui era designata la ricca collezione di preziosi volumi detenuta dal duca Alberto I di Prussia nel Castello di Königsberg. Venne in parte dispersa dopo il bombardamento della città di Königsberg e la distruzione del suo castello.

## Storia

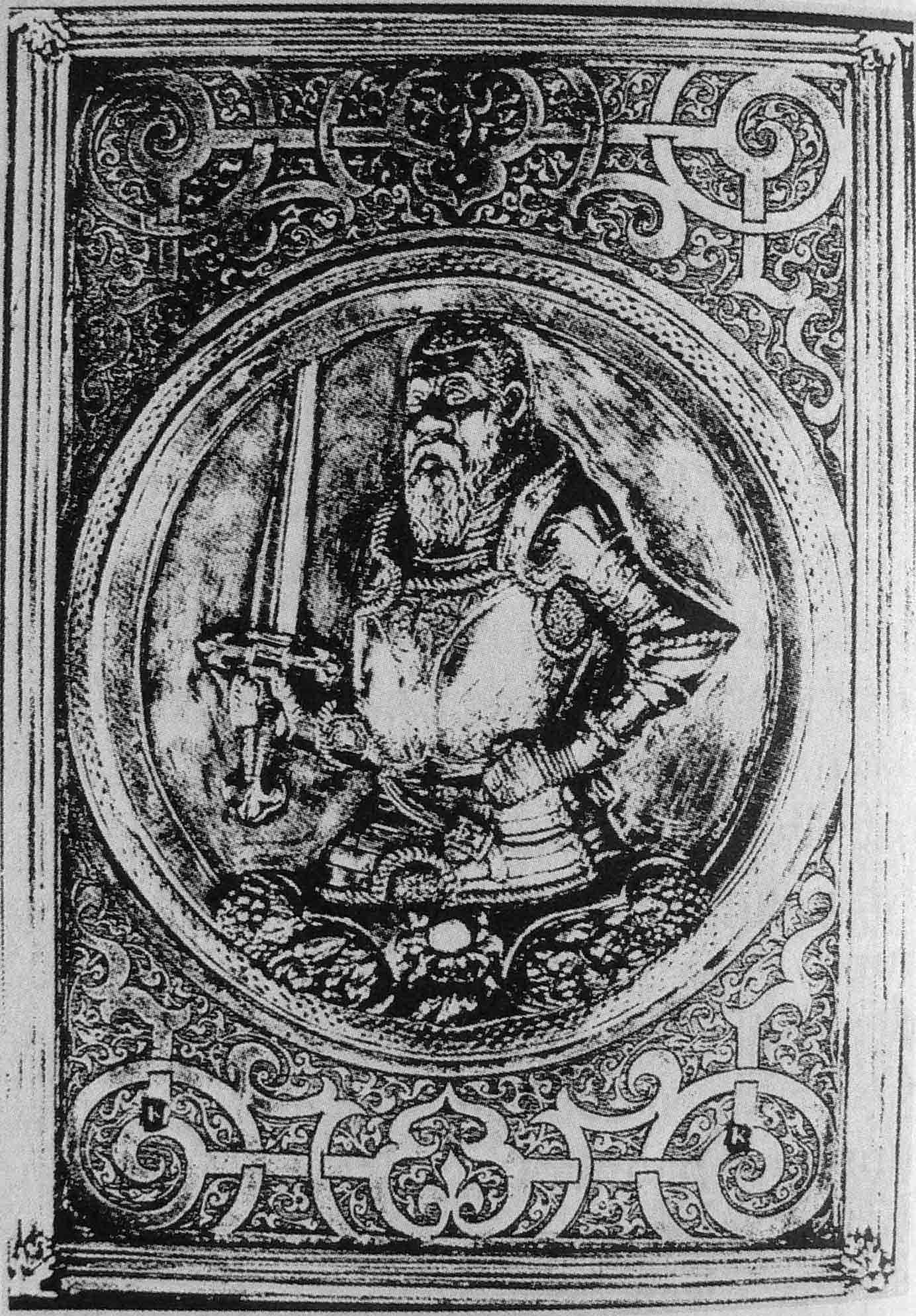
Il duca Alberto di Prussia, fondatore della Silberbibliothek, raffigurato sulla copertina argentata di uno dei volumi più preziosi della sua biblioteca. Incisione ad opera dell'orafo Caspar Hille, 1555 c.

Nel 1526 il duca Alberto di Prussia decise di istituire una collezione di manoscritti e volumi preziosi da conservare all'interno del proprio castello a Königsberg il cui valore non era tanto nella rarità dei pezzi, quanto nelle copertine riccamente decorate con scene bibliche e allegorie, di cui 20 realizzate a sbalzo su lastre d'argento (da cui appunto il nome della biblioteca). Alla sua istituzione, la biblioteca contava già 100 volumi realizzati in questo modo e, tra i pezzi più importanti, figuravano degli scritti di Martin Lutero realizzati tra il 1523 ed il 1524, ma vi erano presenti anche molti altri testi dei principali teologi della riforma protestante come Lazarus Spengler, Martin Bucer, Johann von Staupitz, Andreas Bodenstein, Wenzeslaus Linck, Johannes Oekolampad ed Henricus Regius. Tra i consiglieri del duca sui suoi acquisti librari ebbero un certo peso il parroco della città John Poliander (1486-1541), che già disponeva di una propria grande biblioteca teologica (divenuta poi l'antenata della biblioteca comunale di Konigsberg) ed il cancelliere Johann Apell (1486-1536).
Oltre ai testi teologici, la biblioteca iniziò così ad arricchirsi di testi storici, geografici e medici, soprattutto in tedesco, raggiungendo nel giro di qualche anno il numero di circa 500 volumi. Per la realizzazione delle copertine più preziose su argento, il duca Alberto interpellò gli orafi di Norimberga, Paul Hoffmann, Gerhard Lentz e Hieronymus Kosler.
Con la crescita del numero di monasteri secolarizzati dalla riforma protestante in Germania (come nel caso di quello di Tapiau) la biblioteca andò ad arricchirsi di ulteriori manoscritti e volumi al punto che al 1787 se ne contavano 16.000. Dal 1767 la biblioteca venne ufficialmente aperta al pubblico. Tra le curiosità di maggior pregio per cui la biblioteca si distingueva, figuravano delle edizioni a stampa rare della Bibbia, una vulgata manoscritta del XII secolo ed una stampa del 1465. Il 14 febbraio 1766, il famoso filosofo Immanuel Kant venne nominato bibliotecario ufficiale della Silberbibliothek, incarico che mantenne per i sei anni successivi.
I tesori della biblioteca di Königsberg divennero particolarmente noti e pertanto allo scoppio della Guerra dei Sette anni i volumi più preziosi vennero trasferiti al forte di Stettino mentre tra il 1806 ed il 1807 vennero trasferiti a Memel (Klaipėda). Durante la prima guerra mondiale vennero trasferiti a Berlino per poi essere riportati al Castello di Königsberg dove rimasero sino al 1945. I pezzi più pregiati vennero comunque mantenuti presso il castello di Carwinden. Dopo la distruzione del castello e la fine della guerra, una commissione di esperti russi e lituani vennero incaricati di reperire i volumi dispersi che ancora oggi si trovano in Polonia, presso l'Università Nicolò Copernico, presso la Biblioteca Nazionale di Varsavia e quella universitaria di Thorn (Toruń).